# Coelogyne clemensii
Coelogyne clemensii är en orkidéart som beskrevs av Oakes Ames och Charles Schweinfurth.
Coelogyne clemensii ingår i släktet Coelogyne och familjen orkidéer.

## Underarter
Arten delas in i följande underarter:
- Coelogyne clemensii angustifolia
- Coelogyne clemensii clemensii
- Coelogyne clemensii longiscapa